# Брадулец (Арђеш)
Брадулец (рум. Brăduleţ) насеље је у Румунији у округу Арђеш у општини Брадулец. Oпштина се налази на надморској висини од 685 m.

## Становништво
Према подацима из 2002. године у насељу је живело 2149 становника, од којих су сви румунске националности.

### Хронологија
| Година       | 1992 | 1993 | 1994 | 1995 | 1996 | 1997 | 1998 | 1999 | 2000 | 2001 | 2002 | 2003 | 2004 | 2005 | 2006 | 2007 | 2008 | 2009 | 2010 | 2011 | 2012 | 2013 | 2014 | 2015 | 2016 | 2017 |
| ------------ | ---- | ---- | ---- | ---- | ---- | ---- | ---- | ---- | ---- | ---- | ---- | ---- | ---- | ---- | ---- | ---- | ---- | ---- | ---- | ---- | ---- | ---- | ---- | ---- | ---- | ---- |
| Становништво | 2536 | 2478 | 2451 | 2416 | 2363 | 2323 | 2287 | 2250 | 2240 | 2198 | 2151 | 2113 | 2085 | 2055 | 2019 | 1993 | 1992 | 1960 | 1932 | 1912 | 1892 | 1857 | 1842 | 1819 | 1810 | 1781 |